# Desmond Davis
Desmond Stanley Tracey Davis (* 24. Mai 1926 in London; † 3. Juli 2021) war ein britischer Filmregisseur, Drehbuchautor und Kameramann.

## Leben und Karriere
Davis studierte Fotografie und Cinematographie an der Regent Street Polytechnic. Anfang 1945 wurde er in die Armee eingezogen und erlebte die Kapitulation der Japaner in Singapur. Er blieb bis 1949 in der Filmabteilung der britischen Armee. Nach seinem Eintritt ins Zivilleben war er weiter beim Film tätig und hielt oft die Filmklappe, ehe er sich auf die Kameraarbeit spezialisierte. Anfangs als Kameraassistent, später als Kameraoperateur war er an Filmen wie African Queen (1951), Ein Toter spielt Klavier (1961), Bitterer Honig (1961), Die Einsamkeit des Langstreckenläufers (1962) und Tom Jones – Zwischen Bett und Galgen (1963) beteiligt. Tom Jones war mit vier Oscars sehr erfolgreich und dessen Regisseur Tony Richardson sorgte im Fahrwasser dieser Popularität dafür, dass Davis seinen ersten eigenen Film realisieren durfte.
Sein Debütfilm Die erste Nacht zeigte Rita Tushingham als naive junge Frau aus einfacher Familie, die eine Beziehung mit einem deutlich älteren, wohlhabenden Mann (gespielt von Peter Finch) beginnt. Davis inszenierte ihn im Stil der British New Wave und es wurde ein Kritikererfolg, der in den USA den Golden Globe Award als Bester ausländischer Film in englischer Sprache erhielt, außerdem eine Auszeichnung in der Kategorie Beste Regie beim National Board of Review Award. Hier war ich glücklich, ein düsteres Drama mit Sarah Miles, gewann 1966 den Hauptpreis Goldene Muschel beim Festival Internacional de Cine de San Sebastián. In der Komödie Smashing Time fing er 1967 satirisch den Zeitgeist der Swinging Sixties ein, in den Hauptrollen spielen Rita Tushingham und Lynn Redgrave zwei naive junge Frauen, die in London auf der Suche nach Reichtum und Ruhm sind.
Mit dem Ende dieser Dekade schien seine Laufbahn als Kinoregisseur beendet, in den 1970er-Jahren drehte er ausschließlich fürs Fernsehen – unter anderem die allererste Episode von The New Avengers. 1981 gelangte seine Karriere nochmals an einen Wendepunkt, als er von Produzent Charles H. Schneer, dem Davis’ Shakespeare-Fernsehadaption von Maß für Maß gefallen hatte, für seinen Abenteuerfilm Kampf der Titanen verpflichtet wurde. Der in der griechischen Mythologie spielende Film erwies sich als Publikumsliebling und ist Davis’ heute wohl bekanntester Film. Danach inszenierte er nur noch einen weiteren Kinofilm: Tödlicher Irrtum, eine Verfilmung von Agatha Christies gleichnamigem Roman, der mit bekannten Schauspielern wie Donald Sutherland, Faye Dunaway, Christopher Plummer und Sarah Miles besetzt war. Der Krimi erhielt allerdings nur eine durchwachsene Rezeption. Bis zu seinem Ruhestand Mitte der 1990er-Jahre inszenierte Davis nur noch fürs Fernsehen.
Davis starb im Juli 2021 im Alter von 95 Jahren und hinterließ einen Sohn aus geschiedener Ehe.

## Filmografie (Auswahl)
Als Regisseur
- 1951: Glücklich und verliebt (Happy Go Lovely) (Dialogregie)
- 1964: Die erste Nacht (Girl with Green Eyes)
- 1965: Der Onkel (The Uncle) (auch Drehbuchautor)
- 1966: Hier war ich glücklich (I Was Happy Here) (auch Drehbuchautor)
- 1967: Tolle Zeiten (Smashing Time)
- 1969: A Nice Girl Like Me (auch Drehbuchautor)
- 1972: Die Follyfoot-Farm (Follyfoot; Fernsehserie, 5 Folgen)
- 1976: Mit Schirm, Charme und Melone (The New Avengers; Fernsehserie, Folge Der Adlerhorst)
- 1979: Measure for Measure (Fernsehfilm)
- 1981: Kampf der Titanen (Clash of the Titans)
- 1982: The Adventures of Little Lord Fauntleroy (Fernsehfilm)
- 1983: Im Zeichen der Vier (The Sign of Four, Fernsehfilm)
- 1984: Tödlicher Irrtum (Ordeal by Innocence)
- 1984: Camille (Fernsehfilm)
- 1991: The Chief (Fernsehserie, 6 Folgen)
- 1994: Screen One (Fernsehserie, Folge Doggin' Around)

an der Kameraarbeit beteiligt
- 1949: Das Ende einer Reise (The Interrupted Journey)
- 1950: Das doppelte College (The Happiest Days of Your Life)
- 1951: African Queen
- 1958: Die Teufelswolke von Monteville (The Trollenberg Terror)
- 1958: Du bist verloren, Fremder (Tread Softly Stranger)
- 1959: Das Ungeheuer von Loch Ness (The Giant Behemoth)
- 1961: Ein Toter spielt Klavier (Taste of Fear)
- 1961: Bitterer Honig (A Taste of Honey)
- 1962: Freud
- 1962: Die Einsamkeit des Langstreckenläufers (The Loneliness of the Long Distance Runner)
- 1963: Tom Jones – Zwischen Bett und Galgen (Tom Jones)